# Ein Kind zu töten…
Ein Kind zu töten… (Originaltitel: ¿Quién puede matar a un niño?, sinngemäß: „Wer kann denn ein Kind töten?“) ist ein spanischer Horrorfilm, der im Jahr 1976 als zweiter Kinofilm des spanisch-uruguayischen Fernsehmachers Narciso Ibáñez Serrador (1935–2019) entstand. Die Idee beruht auf dem Konzept des im selben Jahr erschienenen Romans El juego de los niños („Das Spiel der Kinder“) des asturischen Autors Juan José Plans (1943–2014). Der Film ist einer der berühmtesten Horrorfilme des spanischen Kinos.

## Filmtitel
Englischsprachige Fassungen des Films wurden unter Titeln wie The Killer’s Playground, Trapped oder Island of the Damned vermarktet, bevor der Film 2007 als Who Can Kill a Child? veröffentlicht wurde. Eine sinnentstellend bearbeitete Version auf Deutsch wurde unter dem irreführenden Titel Tödliche Befehle aus dem All (Wiederaufführungstitel im Kino und Titel der deutschen Videoveröffentlichung) herausgebracht. Der Kino-Erstaufführungstitel einer weniger stark veränderten Fassung lautete Scream. Erst seit 2008 ist die ungekürzte deutschsprachige Fassung unter dem enger am Originaltitel angelehnten Titel Ein Kind zu töten… als DVD auf dem Markt.

## Handlung

### Vorspann
Der Film beginnt mit einem fast siebeneinhalb Minuten dauernden Schwarzweiß-Prolog, in dem mit spanischsprachigen Originaltonberichten unterlegte Fotos und Filmaufnahmen von unterschiedlichen Menschheitskatastrophen des 20. Jahrhunderts vorgeführt werden (Holocaust, Indopakistanischer Bürgerkrieg, Koreakrieg, Vietnamkrieg, Biafrakrieg). Tenor sämtlicher Berichte ist das Leid der Kinder, die diesen Ereignissen unschuldig zum Opfer fielen und unter dem Irrsinn der Kriege nach Aussage der Kommentatoren immer am schlimmsten zu leiden haben. Der Vorspann, der zwischen den einzelnen Episoden jeweils von Credit-Einblendungen unterbrochen wird, geht unmittelbar in die Eingangsszene des Films am Strand über, die zunächst noch in Schwarzweiß gehalten ein mit Sand spielendes Kind zeigt und dann allmählich in die Totale und gleichzeitig in Farbe wechselt.
Verknüpft sind Prolog und Film durch die von einer Kinderstimme aus dem Off gesummte (von Waldo de los Ríos komponierte) Erkennungsmelodie, meist mit anschließendem Kinderkichern, die in den kritischen Momenten der Filmhandlung erklingt und im Vorspann ganz zu Beginn und während der Credit-Einblendungen gespielt wird.

### Filmhandlung
Die Filmhandlung beginnt an einem Mittelmeerstrand der spanischen Levante, wo sich an einem warmen Frühsommertag viele Badegäste aufhalten. Ein etwa fünfjähriges Kind entdeckt inmitten des Badebetriebs eine angeschwemmte Frauenleiche. Ärzte stellen fest, dass die Frau brutal ermordet wurde, der Täter müsse ein Wahnsinniger sein.
Das englischsprachige Touristenehepaar Tom und Evelyn kommt mit dem Bus in dem (fiktiven) Badeort Benavís an der Costa Dorada südwestlich von Tarragona an, wo sie unverhofft in den Festbetrieb der lokalen Fallas geraten. Die Hotels am Ort sind alle ausgebucht, aber ein Portier vermittelt ihnen ein Zimmer in einer privaten Unterkunft. Das Paar will nur eine Nacht bleiben, um am folgenden Tag auf die nahegelegene (fiktive) Insel Almanzora zu fahren, die Tom, von Beruf Biologielehrer, von früher kennt. Evelyn, die mit ihrem dritten Kind schwanger ist, ist von dem Rummel zunächst begeistert, freut sich dann aber auf die von Tom beschriebene Ruhe auf der Insel. Beim Kauf eines Farb-Negativfilms in einem Fotogeschäft sehen sie zufällig im Schwarz-Weiß-Fernsehen eine Sendung mit Nachrichten aus dem Bürgerkrieg in Thailand, in der von über 30.000 verletzten und elternlosen Kindern nach der (fiktiven) Einnahme Bangkoks durch Aufständische berichtet wird. Evelyn führt mit dem Verkäufer ein kurzes Gespräch, in dem es wie im Vorspann des Films um das Leid der unschuldigen Kinder geht. Beim Spaziergang durch Benavís gerät das Paar in einen Auflauf am Strand, den es nicht einordnen kann. Aus eingeblendeten Zeitungsmeldungen erfährt der Zuschauer, dass erneut eine Leiche angespült wurde.
Am nächsten Morgen mieten sich Tom und Evelyn ein Motorboot, mit dem sie die vierstündige Überfahrt zu der Insel antreten. Auf Almanzora angekommen, wird ihr Boot von einigen im Hafenbecken schwimmenden Kindern begrüßt. Ein schwarzhaariger Junge, dem Tom später noch häufiger begegnet, angelt. Auf Toms Gesprächsangebot reagiert er brüsk abweisend. Tom und Evelyn sind zunächst von der Ruhe des Inselstädtchens angetan, die im Kontrast zu dem Trubel auf dem Festland steht. Seltsam wirkt allerdings, dass auf den Gassen und Plätzen niemand zu sehen ist und alle Geschäfte, Häuser und Einkehrorte menschenleer und erst kürzlich verlassen scheinen. Während Evelyn sich in der leeren Bar an der Plaza Mayor des Dorfes ausruht, erkundet Tom den Ort. Ein etwa 12-jähriges Mädchen, Lourdes, betritt die Bar und legt ihr Ohr an Evelyns schwangeren Bauch. Anschließend läuft sie trotz Evelyns Versuch, mit ihr zu sprechen und Informationen zu erhalten, einfach weg. In der Bar klingelt das Telefon, doch als Evelyn abnimmt, antwortet niemand. Nach Toms Rückkehr klingelt das Telefon erneut und eine Frau bittet mit gedämpfter Stimme auf Deutsch um Hilfe, aber Tom kann sie nicht verstehen.
Tom und Evelyn finden die einzige Pension des Ortes, wo sie sich einmieten wollen, aber auch hier ist alles verlassen. Während Tom das Obergeschoss erkundet, sieht Evelyn auf der Straße einen älteren Mann mit Gehstock vorübergehen, der sich in einiger Entfernung in einen Hauseingang setzt. Als Tom zurückkommt, sehen sie ein Mädchen, das dem Mann gefolgt ist. Erschrocken müssen sie mit ansehen, wie das Kind dem Mann den Stock entreißt und ihn damit schlägt. Tom rennt hinzu und entwindet dem Kind den Stock, muss aber feststellen, dass es den alten Mann erschlagen hat. Das Mädchen läuft kichernd weg. Tom bringt die Leiche des Mannes in eine Scheune und will draußen eine Zigarette rauchen. Durch Geräusche im Inneren der Scheune aufmerksam geworden, sieht er durch das angelehnte Scheunentor eine Gruppe von Kindern, die die Leiche des Mannes am Dachbalken aufgehängt haben und ein Kinderspiel damit treiben, indem sie den Kopf des Toten mit einer Sichel zerschlagen.
Tom versucht, seiner schwangeren Frau die schrecklichen Entdeckungen zunächst zu verbergen. Er erkundet erneut die Pension und findet in einem Zimmer zwei blutüberströmte Leichen. Auf dem Speicher hört er Geräusche. Ein Mann, offenbar der Besitzer der Pension, kommt die Stiege hinunter und trifft auf Evelyn. Nach einer Schrecksekunde kommen die drei Erwachsenen auf dem Innenhof der Pension ins Gespräch und der Mann erzählt, er habe vom Fenster aus angesehen, wie seine Frau auf der Straße von einer Meute Kindern erschlagen wurde, die von Haus zu Haus zog und Erwachsene tötete. Er habe es nicht über sich gebracht, sein Gewehr zu benutzen: „Ein Kind töten – wer kann das schon?“ Er habe sich dann auf dem Speicher versteckt.
Das Telefon der Pension läutet, wieder spricht die deutsche Frau leise Hilferufe in den Hörer. Mit Hilfe des Inselbewohners kombinieren sie, dass die unbekannte Frau wahrscheinlich in der Telefonzentrale in der Ortsmitte eingeschlossen ist. Tom rennt dorthin, findet das Büro aber verwüstet vor. In der benachbarten Kirche des Ortes findet er die Leiche der Deutschen, die von einer Gruppe Kindern entkleidet wird. Die Kinder laufen weg, sobald sie Tom sehen.
Tom kehrt zu der Pension zurück und will mit Evelyn und dem Mann von der Insel fliehen. Plötzlich betritt ein weinendes Mädchen den Innenhof, die Tochter des Mannes. Sie bittet ihren Vater inständig, sie ins Haus der Großmutter zu begleiten, der es schlecht gehe. Obwohl Tom ihn warnt, lässt sich der Mann überreden und begleitet seine Tochter. Nachdem sie um die Straßenecke gebogen sind, hört man, wie eine Horde Kinder über den Mann herfällt und ihn tötet.
Tom und Evelyn entschließen sich zur Flucht und rennen in Richtung Hafen. Als sie die Plaza überqueren, stehen sie den Kindern gegenüber. Es gelingt ihnen, mit einem führerlos abgestellten Jeep zu entkommen. Sie fahren auf die andere Inselseite, wo sie ein Fischerhaus finden, vor dem Kinder spielen. Eine Frau bietet ihnen ein Glas Wasser und eine Stärkung an. Währenddessen treffen die Kinder der Fischersfrau vor dem Haus auf Kinder aus der Inselhauptstadt. Die Kinder schauen sich gegenseitig tief in die Augen und verhalten sich anschließend allen Erwachsenen gegenüber feindselig.
Weil sich kein Boot finden lässt, fahren Tom und Evelyn mit dem Jeep zurück in den Hauptort. Auf dem Platz rasen sie beinahe in die Gruppe der Kinder, Evelyn reißt das Steuer jedoch im letzten Augenblick herum. Sie müssen das Auto verlassen und verschanzen sich in der Polizeistation, wo Tom eine Maschinenpistole an sich nimmt. Die Kinder belagern die Tür der Zelle, wo Tom und Evelyn sich eingeschlossen haben. Von außen durch das vergitterte Fensterloch versucht ein kleiner Junge, mit der Pistole eines getöteten Polizisten auf Evelyn zu schießen. Tom erschießt das Kind mit seiner Waffe. Daraufhin lassen die Kinder scheinbar von ihnen ab und ziehen sich zurück. Tom hofft, sie seien durch den Tod des Jungen eingeschüchtert. Doch kurz darauf beginnt das Baby in Evelyns Bauch schmerzhaft zu strampeln und zu treten. Evelyn erinnert sich an die Begegnung mit Lourdes in der Bar und weiß, dass ihr werdendes Kind sie töten wird. Sie verblutet im Laufe der Nacht an ihren inneren Verletzungen, ohne dass Tom ihr helfen kann.
Tom stellt sich am Morgen den Kindern auf dem Dorfplatz entgegen und erschießt mehrere von ihnen mit seiner Maschinenpistole. Dann wirft er die Waffe weg und läuft zum Hafen, um das Motorboot klarzumachen. Er wird verfolgt und die Kinder dringen auf dem Boot auf ihn ein, er wehrt sich mit der Ruderstange und verletzt zahlreiche Kinder am Kopf oder wirft sie ins Wasser. In diesem Augenblick nähert sich vom Meer her ein Boot der Küstenwache mit drei Männern an Bord. Tom versucht, der Besatzung durch Gesten und Rufe klarzumachen, dass die Kinder ihn töten wollen, aber die Beamten halten ihn für einen Verrückten, der Kinder angreift. Als er den Kampf nicht einstellt, tötet der Kommandant des Bootes Tom durch einen finalen Rettungsschuss. An Land erkennen die Wachleute nicht, dass die Gefahr von den Kindern ausgeht, die ihre Verletzten pflegen und sich harmlos stellen. Die Männer laufen ins Dorf, um erwachsene Inselbewohner zu suchen. Kinder besteigen das Küstenwachboot, bringen die Waffen der Männer an sich und greifen sie an. Der Bootskommandant wird mit seinem eigenen Gewehr erschossen.
Eine Gruppe Kinder begibt sich auf Toms Motorboot und will damit zum Festland fahren. Sie verabschieden sich von den Zurückbleibenden und sind sich sicher, dass die Kinder auf dem Festland bei ihrem „Spiel“ ebenfalls mitmachen werden. Mit einer fröhlichen Abschiedsszene am Inselhafen, wo die zurückbleibenden Kinder dem Boot nachwinken und viele von ihnen im Hafenbecken schwimmen und toben, endet der Film.

### Änderungen in der deutschen Fassung
In der Wiederaufführungsfassung in den deutschen Kinos sowie der in Deutschland auf Video veröffentlichten Version des Films aus 1976 wurde die Produktion mit wenigen, allerdings folgenschweren Eingriffen zum Science-Fiction-Film „umfunktioniert“. Dazu wurde der gesamte Vorspann (447 Sekunden) sowie die Schlussszene mit der Verabschiedung am Hafen weggeschnitten und die Handlung durch ein Insert zu Beginn des Films in das Jahr 2000 verlegt. Die Hinweise auf den Holocaust blieben damit ebenso ausgespart wie der Vietnamkrieg, zu dessen Zeit der Film in der Originalfassung spielt. Durch den Wegfall des Prologs und des Schlussdialogs ist auch die Motivation der Kinder, sich für das von Kindern weltweit erlittene Unrecht zu rächen, kaum noch erkennbar; in Verbindung mit dem Titel Tödliche Befehle aus dem All, der eine im Film sonst nicht thematisierte Mitwirkung Außerirdischer suggeriert, wird sie vollends verunklart. Verantwortlich für die veränderte deutsche Fassung waren die Bearbeiter Horst Sommer und Klaus D. Pätzold.

### Unterschiede zum Roman
Obwohl Drehbuch und Roman unabhängig voneinander ausgearbeitet wurden, entspricht der Film weitgehend der Romanvorlage von Plans. Die Unterschiede betreffen vor allem die erzählerische Umsetzung: Die Hauptfiguren heißen im Buch Malco und Nona, der Mann ist von Beruf Schriftsteller und der Name der Insel lautet „Ta“. Der Badeort auf dem Festland hat im Buch keinen Namen. Einige Figuren des Buches fehlen im Film, zusammen mit den mit ihnen verbundenen Episoden. Der Schriftsteller Malco nimmt im Verlauf des Romans zunehmend die Rolle der von ihm ersonnenen Romanfigur Pilgrin an, der die grausamen Erlebnisse des Ehepaares in sehr kindlichen und teils rätselhaften Formulierungen beschreibt. Dieses Stilmittel fehlt im Film.
Im Buch wird mit der wiederholten Aussage, die Natur räche sich für alles, was der Mensch ihr angetan hat, eine ähnliche Erklärung für die Geschehnisse gegeben wie im Film. Dieser beginnt mit realen Bildern von Kindern, die Opfer von Krieg und Hunger geworden sind, und deutet an, die Kinder auf der Insel könnten sich dafür auf ihre Weise rächen. Allerdings wird die Lust an der Ermordung Erwachsener im Film durch Blickkontakt von Kind zu Kind übertragen, eine Art Hypnose, während das Buch die Verbreitung durch „gelben Pollenregen“ erklärt.
Im Buch wird mehrmals erwähnt, die Kinder seien Ausführende eines höheren Plans, die Interpretation bleibt jedoch offen. Dieser Aspekt, der in der ursprünglichen Filmfassung fehlt, wurde in der deutschen Bearbeitung durch den Titel Tödliche Befehle aus dem All einzubringen versucht.

## Hintergrund

### Vorgeschichte
Der in Uruguay als Sohn eines spanisch-argentinischen Schauspielerehepaars geborene Drehbuchautor, Schauspieler und Regisseur Narciso Ibáñez Serrador, der in Spanien »Chicho« genannt wird und seine Drehbücher unter dem Pseudonym Luis Peñafiel verfasste, war schon damals eine populäre Figur der spanischen Medienlandschaft. 1972 hatte er für das spanische Fernsehen die mehr als zwei Jahrzehnte erfolgreiche Spielshow Un, dos, tres… responda otra vez kreiert, die als revolutionär galt und in viele Länder exportiert wurde (in Deutschland 1984 von Rudi Carrell als Die verflixte 7 eingeführt).
Ibáñez, der als Kind unter hämorrhagischer Purpura litt und das Haus nicht verlassen konnte, schrieb seit seinem 17. Lebensjahr Drehbücher und hatte sich schon mit 23 Jahren einen Namen als Horrorfilmautor gemacht. Sein Drehbuch zu El último reloj, einer Adaption von Edgar Allan Poes Kurzgeschichte Das verräterische Herz, gewann 1966 eine Goldene Nymphe beim Festival von Monte-Carlo. Als Kinofilmregisseur war »Chicho« durch seinen 1969 produzierten Kassenschlager La residencia (deutsch: Das Versteck) mit Lilli Palmer in der Hauptrolle bekannt, der Ende des 19. Jahrhunderts in einem Mädchenpensionat spielt, wo auf rätselhafte Weise Schülerinnen verschwinden. Von diesem Film entstanden in den folgenden Jahren mehrere Exploits.

Juan José Plans, der wie Ibáñez in Madrid für das spanische Fernsehen arbeitete und für seine Gruselgeschichten bekannt war, kam mit dem Romankonzept zu ihm und dachte zunächst an eine Umsetzung des Stoffs als Fernsehfilm. Ibáñez erkannte die Kinotauglichkeit der Vorlage und machte daraus das Drehbuch zu seinem zweiten (und letzten) Kinofilm. Er bestätigte in einem Interview, der Roman sei erst nach dem Drehbuch geschrieben worden und er habe nur die Idee von Plans adaptiert, ohne den fertigen Roman zu kennen.

„A mí Plans me contó la idea, y con eso me bastó para escribir el guión. Con esto no quiero restarle méritos al original de Plans, pero hay muchas diferencias.“

„Mir hat Plans von der Idee erzählt, und das reichte mir, um das Drehbuch zu schreiben. Damit will ich die Verdienste von Plans’ Original nicht schmälern, aber es gibt viele Unterschiede.“

### Produktion
Die Dreharbeiten für den Film begannen im September 1975 in Sitges bei Barcelona, zogen anschließend nach Menorca weiter und wurden dann über die längste Zeit in der Nähe von Madrid fortgeführt. Sie wurden im selben Jahr abgeschlossen. Die Premiere des Films fand am 21. April 1976 in dem Kino Proyecciones in Madrid statt.
Eine Kuriosität der Filmhandlung besteht darin, dass sie im Unterschied zu den meisten Filmen des Horrorgenres weitgehend am helllichten Tag unter freiem Himmel spielt, was besondere Anforderungen an Dramaturgie und Kameraführung stellte. Der Film steht in dieser Beziehung Klassikern wie Blutgericht in Texas von Tobe Hooper (1974), Duell von Steven Spielberg (1971) oder Die Vögel von Alfred Hitchcock (1963) nahe, wobei Letzterer auch in der Handlung als einflussreiches Vorbild greifbar wird.
Ursprünglich wollte Ibáñez die Rolle des Tom mit Anthony Hopkins besetzen, der wegen anderweitiger Verpflichtungen absagte. Ibáñez war von der Interpretation von Lewis nicht allzu begeistert, während er mit der Leistung von Prunella Ransome zufrieden war.

#### Sprachen
Eine Besonderheit bestand darin, dass beide Hauptdarsteller kein bzw. nur sehr wenig Spanisch sprachen, was der Authentizität ihrer Rolle als ausländische Touristen entgegenkam. Der Film wurde zweisprachig gedreht, die beiden Protagonisten redeten Englisch, die übrigen Darsteller Spanisch. Ibáñez wollte den Film so zeigen und die englischen Passagen für das Publikum mithilfe von Untertiteln übersetzen lassen. Dies lehnte die Produktionsfirma strikt ab, weil es damals als nicht zu vermarkten galt. Daraufhin wurde der Film in zwei Versionen vertrieben: einer englischen, in der die wesentlichen spanischen Anteile englisch synchronisiert sind, und einer spanischen für das heimische Kino, in der die Protagonisten Spanisch reden. Ibáñez war mit dem Resultat, vor allem mit der spanischen Fassung, überhaupt nicht zufrieden. Nur in der Rolle von Marisa Porcel, die in dem Film Deutsch spricht und nicht verstanden wird, blieb die von ihm beabsichtigte Mehrsprachigkeit, die Fremdheit und Unverständnis ausdrücken sollte, für die Zuschauer im Film erkennbar.

#### Drehorte
Obwohl der Film auf einer Insel spielt, wurden die meisten auf Almanzora spielenden Szenen in Ciruelos nahe Madrid in der Provinz Toledo gedreht, hunderte Kilometer vom Meer entfernt. Dafür wurde das Geschrei der Möwen und das Rauschen des Meeres in der Postproduktion ergänzt. Weitere Drehorte des Films waren Almuñécar (Provinz Granada), die Baleareninsel Menorca und Sitges (Provinz Barcelona). Kameradirektor José Luis Alcaine berichtete gegenüber El País 2004 von Schwierigkeiten, die unterschiedlichen Lichtverhältnisse an den verschiedenen Drehorten, die durch die trockenere Luft im Binnenland und das feuchtere und schwülere Klima am Mittelmeer bedingt waren, so auszugleichen, dass sie für den Zuschauer unmerklich bleiben.

#### Kinder
An den Dreharbeiten wirkten mehr als 300 Kinder mit, die Narciso »Chicho« Ibáñez selbst anwarb und die Protagonisten unter ihnen auswählte. Er hatte dazu mehrere Schulen besucht, wie er im April 1976 gegenüber La Vanguardia bemerkte. Keines der Kinder hatte Kino- oder Filmerfahrung, bis auf die Chilenin Marian Salgado Rivas (* 1963), die in zwei 1975 gedrehten Horrorfilmen mitgespielt hatte: Neben El extraño amor de los vampiros (deutsch: Macht des Blutes) von León Klimovsky, wo sie in einer Nebenrolle erscheint, hatte sie in La Endemoniada (deutsch: Der Exorzist und die Kindhexe), Amando de Ossorios Exploit von William Friedkins Der Exorzist (1973), in der Hauptrolle neben Lone Fleming ein besessenes Mädchen verkörpert. In Ibáñez’ Film spielt sie das Mädchen, das einen alten Mann mit seinem Gehstock erschlägt und von Tom zur Rede gestellt wird.
»Chicho« verstand sich gut mit den Kindern und achtete darauf, dass sie keine grausamen Bilder zu sehen bekamen. So erfolgte der Dreh der Szene, in der die Kinder mit der Leiche des alten Mannes spielen, in zwei Teilen: zuerst das Spiel der Kinder ohne die Leiche, anschließend wurde der blutige Körper gefilmt. Die einzige Sequenz, in der die Kinderdarsteller unmittelbar an dem blutrünstigen Geschehen teilnahmen und dies in einer gemeinsamen Einstellung gedreht wurde, war die Kampfszene am Schluss des Films. Hier versuchte man, den Dreh so einzurichten, dass er von den Teilnehmern wie ein wildes Spiel erlebt würde, wie der Kameramann 2004 schilderte. Die Ruderstange, mit der Lewis Fiander um sich schlug, bestand aus Leichtholz und war hohl. Sie ging nach jedem Schlag kaputt, sodass sie ständig ersetzt werden musste.
Angesprochen auf die kuriose Situation, mit Kindern einen Film zu drehen, der für Zuschauer erst ab 18 Jahren freigegeben ist, erklärte Ibáñez 2016 im spanischen Fernsehen, die Kinderdarsteller hätten den Plot nicht gekannt und seinerzeit nicht durchschaut, worum es in der Handlung ging.

#### Musik
Die vielfach als besonders gelungen und schauerlich beschriebene Filmmusik zu ¿Quién puede matar a un niño? von Waldo de los Ríos, der 1969 bereits Chichos ersten Kinofilm vertont hatte, ist durch die wiederkehrende Variation der Erkennungsmelodie, den Einsatz von Kinderchören zu Beginn, in der Mitte und am Schluss des Films und eine barock anmutende Vielfalt von Instrumentalkomponenten gekennzeichnet, darunter Orgel, Moog und weitere Analogsynthesizer, Harfe, Timbales, Clavichord, Bläser u. a. Das Band hat nur selten den Charakter einer regelrechten Begleitmusik zu den Bildern, sondern bietet eine eigene Folge thematisch mit der Handlung verbundener Stücke auf, die parallel zum Film ablaufen und eine eigenständige Dramatik und Suspense aufbauen.

#### Sonstiges
Narciso Ibáñez Serrador hat in dem Film einen Cameo-Auftritt: Bei der Ankunft des Touristenpaars in Benavís spielt er einen Passanten, der von Tom beim Aussteigen aus dem Bus nach dem Grund des Feuerwerks gefragt wird, das in diesem Augenblick losgeht, worauf er antwortet: Ah, es fiesta mayor en Benavís („Ach so, es ist Stadtfest in Benavís“).

### „Botschaft“
Narciso Ibáñez berichtet von kontroversen Deutungen der Botschaft seines Werks:

«Luego existió sobre todo en el extranjero, un choque de pareceres. Te diré que algunos pensaban que era una defensa del maoismo y para otros del fascismo.»

„Nachher gab es vor allem im Ausland ganz konträre Ansichten. Manche hielten es für eine Verteidigung des Maoismus, andere des Faschismus.“

Ibáñez selbst lehnte den Begriff „Botschaft“ für seinen Film eigentlich ab, stand aber hinter der Deutung, die das Verhalten der Kinder in der Erzählung als Rache interpretiert. Im Interview mit La Vanguardia im Frühjahr 1976 erklärte er:

«No me gusta hablar de mensaje, pero creo que éste no es difícil de captar. Si los niños son crueles y se revelan no son ellos los culpables sino nosotros. Yo siempre sostuve que a los niños se les tiene que educar veinte años antes de nacer. O sea que somos nosotros los que nos debemos educar para tener hijos, para que estos hijos resulten positivos y que no hereden solo carne y sangre sino buenos sentimientos.»

„Ich rede nicht gern von einer Botschaft, aber ich glaube, diese ist nicht schwer zu begreifen. Wenn Kinder grausam sind und das zeigen, sind nicht sie die Schuldigen, sondern wir. Ich habe immer gesagt, die Kinder muss man erziehen, zwanzig Jahre bevor sie geboren werden. Es sind also wir: Wir müssen uns erziehen, um Kinder in die Welt zu setzen, damit das gute Kinder werden, die nicht nur Fleisch und Blut erben, sondern positive Gefühle.“

Die im Prolog des Films und in einigen Dialogen zum Ausdruck gebrachte Sicht, Kinder hätten immer am schlimmsten unter kriegerischen Konflikten und humanen Katastrophen zu leiden, teilte der Regisseur auch noch Jahrzehnte später. Allerdings hielt er die plakative Vermittlung dieser Sicht in dem Vorspann später für einen Fehler, wie er 1999 eingestand:

«Pero es un error, porque luego comienza la película y te olvidas de aquello y sin embargo es la raíz del porqué. Si tu recuerdas, por supuesto que sí porque lo tienes muy fresco, la guerra de Kosovo, verás que las víctimas más terribles, las que más pena te dan, son los niños. Es decir, los niños siempre son las víctimas de los adultos, y en mi película algo pasa que deciden defenderse de sus enemigos.»

„Aber das ist ein Fehler, weil dann fängt der Film an und du vergisst das, obwohl es die Wurzel von allem ist und die Frage nach dem Warum beantwortet. Denk an den Kosovo-Krieg, das kommt ja gleich hoch und ist noch sehr frisch, da siehst du: Die schrecklichsten Opfer, die dir am meisten Leid tun, das sind die Kinder. Die Kinder sind also immer die Opfer der Erwachsenen, und in meinem Film passiert irgendwas, was sie dazu bringt, sich gegen ihre Feinde zu wehren.“

Anschließend vergleicht Ibáñez die unerklärliche Aggressivität der Kinder mit den Angriffen der Vögel in Hitchcocks Die Vögel:

«Pasa lo mismo con los pájaros, aunque a los pájaros el hombre no les hace daño, pero de repente nos atacan, no sabemos por qué. Pero aquí hay una razón mayor, de porque los niños inconscientemente atacan. Atacan a los enemigos. Creo que no nos damos cuenta de que somos verdugos de los niños. Si no recuerdo mal es el fotógrafo el que dice en la película: Cuando hay hambre las víctimas son los niños, cuando hay guerra las víctimas son los niños. Siempre la víctima es el niño. Eso es lo que yo pienso y lo que quise expresar en mi película.»

„Dasselbe passiert mit den Vögeln: Obwohl der Mensch den Vögeln nichts antut, fangen sie auf einmal an, uns anzugreifen, wir wissen nicht warum. Aber hier gibt es einen höheren Grund, warum die Kinder unbewusst angreifen. Sie greifen die Feinde an. Ich glaube, wir bemerken nicht, dass wir die Henker der Kinder sind. Wenn ich mich richtig erinnere, ist es der Fotograf, der in dem Film sagt: Wenn Hunger herrscht, sind die Opfer die Kinder, wenn es Krieg gibt, sind die Opfer die Kinder. Immer ist das Kind das Opfer. Das ist es, was ich denke und was ich in meinem Film ausdrücken wollte.“

Die Frage, wie sich die Grausamkeit der Kinder in seinem Film mit seiner kinderfreundlichen Sichtweise verträgt, erklärt Ibáñez mit dem fehlenden kindlichen Bewusstsein:

«No, yo adoro los niños. Pero los niños, precisamente por su inconsciencia, pueden rozar la crueldad. (…) El niño es cruel por naturaleza; el niño le arranca los pelos al gato, le tira de la cola al perro… Cosas que un adulto ya no hace. Los niños llevan a cabo actos de crueldad de los cuales no son conscientes.»

„Doch, ich vergöttere Kinder. Aber Kinder können Grausamkeit verbreiten, gerade weil ihnen das Bewusstsein dafür fehlt. (…) Ein Kind ist von Natur aus grausam: Kinder reißen der Katze die Haare aus, ziehen den Hund am Schwanz … – Dinge, die ein Erwachsener nicht mehr tut. Kinder begehen grausame Handlungen, ohne sich dessen bewusst zu sein.“

## Rezeption

### Erfolg
Der Film wurde von Publikum und Kritik überwiegend positiv aufgenommen. Er spielte in Spanien über 63 Millionen Peseten ein und wurde von 868.396 Kinobesuchern angeschaut. Im Vergleich mit Chichos erstem Kinofilm La residencia, der an den Kinokassen sehr erfolgreich gewesen war und zusammen mit anderen Filmen das sogenannte „Goldene Zeitalter“ des spanischen Fantastischen Kinos Anfang der 1970er Jahre eröffnet hatte, wurde ¿Quién puede matar a un niño? von der Kritik deutlich besser bewertet.
International beachtet wurde der Film besonders in Italien (Ma come si può uccidere un bambino?) sowie in den Vereinigten Staaten, wo sich Island of the Damned schnell zu einem Kultfilm der sogenannten „Eurohorror“-Szene entwickelte.

### Auszeichnung
Im Januar 1977 erhielt der Regisseur und Drehbuchautor Narciso Ibáñez Serrador in dem französischen Wintersportort Avoriaz für ¿Quién puede matar a un niño? den Kritikerpreis der fünften Ausgabe des Festival international du film fantastique d’Avoriaz.

### Kritiken
„Konsequent vermeidet er es, die Motivation der Kinder offen auszusprechen, und überzeugt als grimmige Dystopie darüber, was passieren könnte, wenn sich die Schwachen in der Gesellschaft zu wehren beginnen.“

„Serradors Klassiker ‚Ein Kind zu töten…‘ ist eine packende Filmerfahrung von formaler Brillanz und bedrohlicher Intensität, die noch in Jahrzehnten erschüttern und begeistern wird.“

«Curiosa entrega de terror basado en la obra homónima de Juan José Plans, Una cinta llena de sobresaltos y que alcanzó gran éxito en su estreno. (…) terrorífica banda sonora (…) Interesante.»

„Originelles Horrorstück, basierend auf dem gleichnamigen Werk von Juan José Plans. Ein Film voller Schreckmomente, der bei seiner Premiere sehr erfolgreich war. […] schauererregende Tonspur […] Sehenswert.“

Trotz seiner überdurchschnittlichen Bekanntheit hat sich die Filmkritik in den folgenden Jahrzehnten nur selten eingehender mit dem Werk beschäftigt; überzeugende, ausführliche Studien zu dem Film sind rar.

### Remake
Ein erstes Remake war für 2006 geplant unter dem Titel In the Playground (ursprünglicher Arbeitstitel: Child’s Game), als erster englischsprachiger Film von Filmax. David Alcade war als Regisseur vorgesehen und das Projekt hatte ein Budget von vier Millionen US-Dollar.
Fox International Productions kündigte Anfang 2012 ein spanischsprachiges Remake unter dem Titel Child’s Play an. Vinessa Shaw, Ebon Moss und der mexikanische Schauspieler Daniel Giménez Cacho spielen in den Hauptrollen, und der anonyme belarussische Drehbuchautor „Makinov“ führte die Regie.
Der mexikanische Film feierte letztendlich unter dem Titel Come Out and Play am 22. März 2013 seine Weltpremiere in den US-Einsaalkinos. Am 24. September 2013 wurde die Neuverfilmung unter dem Titel Come Out and Play – Kinder des Todes von Ascot Elite in Deutschland und Österreich veröffentlicht.